# Udinese Calcio 2008-2009
Questa voce raccoglie le informazioni riguardanti l'Udinese Calcio nelle competizioni ufficiali della stagione 2008-2009.

## Stagione
La stagione 2008-2009 inizia molto bene per gli uomini del allenatore confermato Pasquale Marino che sconfiggono il Palermo per 3-1. Con i buoni risultati ottenuti nelle prime nove giornate (6 vittorie, 2 pareggi e una sola sconfitta), la squadra è in testa del campionato. Dopo il pareggio con il Genoa per 2-2 nella giornata successiva, i bianconeri subiscono un grande calo di prestazioni con soli due punti ottenuti fino alla fine del girone d'andata. Alla seconda giornata di ritorno e dopo dieci partite, l'Udinese battono la Juventus per 2-1 e salva la panchina di Marino. Il campionato prosegue in modo altalenante fino alla 30ª giornata dove dopo la sconfitta casalinga contro l'Inter (0-1), l'Udinese vince 6 volte di fila e sale dal 14º posto all'ottavo posto a soli tre punti dalla qualificazione in Europa League. Ma con 4 punti nelle ultime due partite e con le vittorie della Roma (sesta) in entrambe le gare, i bianconeri non riescono ad agguantare il sesto posto e chiudono con 58 punti finali.

## Divise e sponsor
Lo sponsor tecnico per la stagione 2008-2009 è Lotto, mentre lo sponsor ufficiale è la Dacia. Il co-sponsor Il Granchio.
| Casa | Trasferta | Terza Divisa |

## Società
Area direttiva
- Presidente: Franco Soldati
- Presidente onorario: Gianpaolo Pozzo
- Vice Presidente:
- Amministratore delegato:
- Amministratore:
- Direttore Generale: Pietro Leonardi

Area organizzativa
- Segretario generale: Daniela Braccetti
- Team manager:

Area comunicazione
- Responsabile area comunicazione:
- Ufficio Stampa:

Area marketing
- Ufficio marketing: HS01 srl

Area tecnica
- Direttore tecnico: Andrea Magro
- Allenatore: Pasquale Marino
- Allenatore in seconda: Massimo Mezzini
- Collaboratore tecnico: Angelo Sciuto
- Preparatore atletico: Giovanni Petralia
- Preparatore dei portieri: Catello Senatore

Area sanitaria
- Responsabile sanitario: Aldo Passelli
- Medico sociale: Fabio Tenore
- Massaggiatori: Nicola D'Orlandi; Andrea Condolo; Jovan Mihaljcic

## Rosa
Dati aggiornati al 2 febbraio 2009.
| N. |                       | Ruolo | Calciatore         |
| -- | --------------------- | ----- | ------------------ |
| 2  | Colombia (bandiera)   | D     | Cristián Zapata    |
| 3  | Montenegro (bandiera) | D     | Nikola Vujadinović |
| 5  | Nigeria (bandiera)    | C     | Christian Obodo    |
| 6  | Italia (bandiera)     | D     | Maurizio Domizzi   |
| 7  | Italia (bandiera)     | A     | Simone Pepe        |
| 8  | Argentina (bandiera)  | C     | Fernando Tissone   |
| 9  | Nigeria (bandiera)    | A     | Odion Ighalo       |
| 10 | Italia (bandiera)     | A     | Antonio Di Natale  |
| 11 | Cile (bandiera)       | A     | Alexis Sánchez     |
| 12 | Slovenia (bandiera)   | P     | Jan Koprivec       |
| 13 | Italia (bandiera)     | D     | Andrea Coda        |
| 15 | Cile (bandiera)       | C     | Mauricio Isla      |
| 18 | Danimarca (bandiera)  | C     | Niki Zimling       |
| 19 | Brasile (bandiera)    | D     | Felipe             |
| 20 | Ghana (bandiera)      | C     | Kwadwo Asamoah     |

| N. |                      | Ruolo | Calciatore               |
| -- | -------------------- | ----- | ------------------------ |
| 21 | Italia (bandiera)    | C     | Gaetano D'Agostino       |
| 22 | Slovenia (bandiera)  | P     | Samir Handanovič         |
| 23 | Italia (bandiera)    | D     | Marco Motta              |
| 24 | Serbia (bandiera)    | D     | Aleksandar Luković       |
| 25 | Svizzera (bandiera)  | D     | Alain Nef                |
| 26 | Italia (bandiera)    | D     | Giovanni Pasquale        |
| 27 | Italia (bandiera)    | A     | Fabio Quagliarella       |
| 32 | Italia (bandiera)    | D     | Damiano Ferronetti       |
| 51 | Brasile (bandiera)   | D     | Moreno                   |
| 80 | Italia (bandiera)    | P     | Emanuele Belardi         |
| 83 | Italia (bandiera)    | A     | Antonio Floro Flores     |
| 88 | Svizzera (bandiera)  | C     | Gökhan Inler             |
| 99 | Italia (bandiera)    | D     | Luigi Sala               |
|    | Finlandia (bandiera) | C     | Sakari Mattila           |
|    | Argentina (bandiera) | A     | Ricardo Villar Rodriguez |

## Calciomercato

### Sessione estiva(dall'1/7 all'1/9)
| Acquisti | Acquisti             | Acquisti       | Acquisti          |
| R.       | Nome                 | da             | Modalità          |
| -------- | -------------------- | -------------- | ----------------- |
| A        | Barreto              | Treviso        | fine prestito     |
| C        | Dušan Basta          | Stella Rossa   | definitivo        |
| P        | Emanuele Belardi     | Juventus       | prestito          |
| C        | Nicolás Corvetto     | Audax Italiano |                   |
| D        | Maurizio Domizzi     | Napoli         | compartecipazione |
| A        | Antonio Floro Flores | Arezzo         | definitivo        |
| A        | Salvatore Foti       | Messina        | fine prestito     |
| A        | Odion Ighalo         | Lyn Oslo       |                   |
| P        | Jan Koprivec         | Cagliari       | definitivo        |
| A        | Antonio Langella     | Atalanta       |                   |
| P        | Alex Manninger       | Salisburgo     |                   |
| C        | Salvatore Masiello   | Vicenza        | fine prestito     |
| D        | Santiago Morero      | Tigre          |                   |
| D        | Marco Motta          | Torino         | fine prestito     |
| D        | Alain Nef            | Piacenza       | definitivo        |
| A        | Michele Paolucci     | Atalanta       | fine prestito     |
| D        | Giovanni Pasquale    | Livorno        | compartecipazione |
| D        | Luigi Sala           | Sampdoria      | definitivo        |
| A        | Alexis Sánchez       | River Plate    | fine prestito     |
| A        | Thiago Schumacher    | Digione        | fine prestito     |
| C        | Fernando Tissone     | Atalanta       |                   |
| D        | Nikola Vujadinović   | CSKA Sofia     | definitivo        |

| Cessioni | Cessioni            | Cessioni        | Cessioni             |
| R.       | Nome                | a               | Modalità             |
| -------- | ------------------- | --------------- | -------------------- |
| A        | Gyan Asamoah        | Rennes          | definitivo           |
| A        | Barreto             | Bari            | prestito             |
| D        | Dušan Basta         | Lecce           |                      |
| C        | Viktor Budjanskij   | Lecce           | prestito             |
| C        | Antonio Candreva    | Livorno         |                      |
| P        | Antonio Chimenti    | Juventus        |                      |
| D        | Riccardo Colombo    | Torino          | compartecipazione    |
| C        | Raffaele De Martino | Avellino        |                      |
| D        | Andrea Dossena      | Liverpool       | definitivo           |
| C        | Roman Erëmenko      | Dinamo Kiev     | prestito             |
| A        | Salvatore Foti      | Treviso         | prestito             |
| A        | Antonio Langella    | Chievo          | prestito             |
| P        | Alex Manninger      | Juventus        |                      |
| C        | Salvatore Masiello  | Bari            | risoluzione compart. |
| D        | Giandomenico Mesto  | Reggina         | risoluzione compart. |
| D        | Santiago Morero     | Chievo          | prestito             |
| A        | Michele Paolucci    | Catania         | prestito             |
| D        | Mirko Pieri         | Sampdoria       |                      |
| C        | Giampiero Pinzi     | Chievo          |                      |
| P        | Saulo               | AlbinoLeffe     |                      |
| A        | Thiago Schumacher   | Austria Kärnten | prestito             |
| C        | Guilherme Siqueira  | Ancona          | prestito             |
| C        | Tomáš Sivok         | Beşiktaş        |                      |
| A        | Christian Tiboni    | Atalanta        |                      |
| D        | Tomáš Zápotočný     | Beşiktaş        |                      |

N.B. In corsivo i giocatori che sono arrivati e successivamente sono ripartiti per altra destinazione.

### Sessione invernale(dal 4/1 al 31/1)
| Acquisti | Acquisti                 | Acquisti    | Acquisti              |
| R.       | Nome                     | da          | Modalità              |
| -------- | ------------------------ | ----------- | --------------------- |
| P        | Emanuele Belardi         | Juventus    | definitivo            |
| C        | Ruben D'Inca             | Union CSV   |                       |
| A        | Federico Gerardi         | Salernitana | rientro prestito      |
| C        | Sakari Mattila           | HJK         | definitivo (700000 €) |
| A        | Felipe Sodinha           | Bari        | rientro prestito      |
| A        | Ricardo Villar Rodriguez | Cesena      | definitivo            |
| C        | Niki Zimling             | svincolato  |                       |

| Cessioni | Cessioni         | Cessioni          | Cessioni   |
| R.       | Nome             | a                 | Modalità   |
| -------- | ---------------- | ----------------- | ---------- |
| P        | Antonio Chimenti | Juventus          | definitivo |
| A        | Federico Gerardi | Cittadella        | prestito   |
| D        | Marco Motta      | Roma              | prestito   |
| D        | Alain Nef        | Recreativo Huelva | prestito   |
| A        | Felipe Sodinha   | Paganese          | prestito   |

## Risultati

### Serie A

#### Girone di andata
| Arbitro: | Banti (Livorno) |

|                             |           |               |
| Di Natale 9’, 34’ Inler 70’ | Marcatori | 69’ Bresciano |

| Arbitro: | De Marco (Chiavari) |

|            |           |  |
| Amauri 67’ | Marcatori |  |

| Udine 21 settembre 2008, ore 15:00 UTC+1 3ª giornata | Udinese        | 0 – 0 referto | Napoli | Stadio Friuli\| Arbitro: \| Orsato (Schio) \| |
| Arbitro:                                             | Orsato (Schio) |               |        |                                               |

| Arbitro: | Mazzoleni (Bergamo) |

|  |           |                                                 |
|  | Marcatori | 14’ (rig.) D'Agostino 21’ Floro Flores 74’ Pepe |

| Arbitro: | Marelli (Como) |

|                           |           |            |
| Quagliarella 22’ Pepe 29’ | Marcatori | 39’ Kharja |

| Arbitro: | Bergonzi (Genova) |

|                       |           |  |
| Quagliarella 44’, 77’ | Marcatori |  |

| Arbitro: | Gervasoni (Mantova) |

|                                   |           |                            |
| Tiribocchi 31’ Domizzi 52’ (aut.) | Marcatori | 58’ Sánchez 71’ D'Agostino |

| Arbitro: | Saccani (Mantova) |

|                                            |           |                  |
| Di Natale 10’ (rig.), 51’ Floro Flores 22’ | Marcatori | 74’ (rig.) Totti |

| Arbitro: | Banti (Livorno) |

|  |           |                              |
|  | Marcatori | 13’ Sánchez 82’ Quagliarella |

| Arbitro: | Tagliavento (Terni) |

|                                       |           |                              |
| D'Agostino 3’ (rig.) Quagliarella 77’ | Marcatori | 64’ (rig.) Milito 67’ Sculli |

| Arbitro: | Morganti (Ascoli Piceno) |

|            |           |  |
| Cruz 90+2’ | Marcatori |  |

| Arbitro: | Mazzoleni (Bergamo) |

|  |           |             |
|  | Marcatori | 60’ Brienza |

| Arbitro: | Orsato (Schio) |

|                                                  |           |                                       |
| Mutu 52’ (rig.) Montolivo 63’, 78’ Gilardino 79’ | Marcatori | 30’ Floro Flores 83’ (rig.) Di Natale |

| Arbitro: | Trefoloni (Siena) |

|  |           |                   |
|  | Marcatori | 87’ (aut.) Felipe |

| Arbitro: | C. Russo (Nola) |

|                                  |           |  |
| Valdés 20’ Doni 78’ C. Vieri 88’ | Marcatori |  |

| Arbitro: | Rosetti (Torino) |

|                                    |           |                                    |
| Di Natale 9’, 55’ Quagliarella 15’ | Marcatori | 60’ Zárate 72’ Diakité 85’ Ledesma |

| Arbitro: | Saccani (Mantova) |

|                                        |           |               |
| Pato 4’, 18’ Kaká 13’, 52’ Seedorf 43’ | Marcatori | 17’ Di Natale |

| Arbitro: | Valeri (Roma) |

|             |           |                   |
| Domizzi 62’ | Marcatori | 57’ G. Delvecchio |

| Arbitro: | Peruzzo (Schio) |

|                       |           |  |
| Conti 4’ Biondini 20’ | Marcatori |  |

#### Girone di ritorno
| Arbitro: | Velotto (Grosseto) |

|                                     |           |                       |
| Fábio Simplício 18’, 54’ Cavani 57’ | Marcatori | 2’ Pepe 63’ Di Natale |

| Arbitro: | Tagliavento (Terni) |

|                                |           |                     |
| Quagliarella 20’ Di Natale 75’ | Marcatori | 77’ (rig.) Iaquinta |

| Arbitro: | Gervasoni (Mantova) |

|                        |           |                                       |
| Lavezzi 24’ Hamsik 27’ | Marcatori | 32’ (rig.) Di Natale 45’ Quagliarella |

| Arbitro: | Gava (Conegliano) |

|             |           |  |
| Sanchez 92’ | Marcatori |  |

| Arbitro: | Pinzani (Empoli) |

|               |           |               |
| Maccarone 50’ | Marcatori | 72’ Di Natale |

| Arbitro: | De Marco (Chiavari) |

|                |           |  |
| Dellafiore 80’ | Marcatori |  |

| Arbitro: | Velotto (Grosseto) |

|                             |           |  |
| D'Agostino 74’ Pasquale 93’ | Marcatori |  |

| Arbitro: | Tagliavento (Terni) |

|             |           |            |
| Vučinić 61’ | Marcatori | 54’ Felipe |

| Arbitro: | Valeri (Roma) |

|                  |           |             |
| Quagliarella 71’ | Marcatori | 25’ Mascara |

| Arbitro: | Ayroldi (Molfetta) |

|                         |           |  |
| Sculli 58’ Milito 90+4’ | Marcatori |  |

| Arbitro: | Banti (Livorno) |

|  |           |                 |
|  | Marcatori | 77’ (aut.) Isla |

| Arbitro: | De Marco (Chiavari) |

|  |           |                         |
|  | Marcatori | 85’, 90+1’ Floro Flores |

| Arbitro: | Bergonzi (Genova) |

|                                        |           |              |
| Asamoah 10’ D'Agostino 48’ (rig.), 69’ | Marcatori | 67’ Dainelli |

| Arbitro: | Celi (Campobasso) |

|                |           |                              |
| Pellissier 71’ | Marcatori | 35’ (rig.), 90+2’ D'Agostino |

| Arbitro: | Pierpaoli (Firenze) |

|                                    |           |  |
| Quagliarella 43’, 73’ Pasquale 88’ | Marcatori |  |

| Arbitro: | N. Stefanini (Prato) |

|            |           |                                                     |
| Rocchi 56’ | Marcatori | 60’ F.Flores 69’ D'Agostino 86’ (rig.) Quagliarella |

| Arbitro: | Rizzoli (Bologna) |

|                                  |           |                 |
| D'Agostino 31’ (rig.) Zapata 49’ | Marcatori | 90+3’ Ambrosini |

| Arbitro: | Celi (Campobasso) |

|                                    |           |                                  |
| Isla 33’ (aut.) Cassano 44’ (rig.) | Marcatori | 12’ (rig.) D'Agostino 61’ Felipe |

| Arbitro: | Ciampi (Roma) |

|                                                                                |           |                                   |
| Asamoah 10’ Pepe 11’ Floro Flores 15’ Pasquale 58’ Quagliarella 81’ Ighalo 88’ | Marcatori | 55’ (rig.) Acquafresca 56’ Parola |

### Coppa Italia

#### Fase finale
| Arbitro: | Giannoccaro (Lecce) |

|                                                                       |                      |                                                                                |
| Luković Obodo Sala Motta Felipe Nef Asamoah Pasquale Koprivec Luković | Tiri di rigore 8 – 7 | Tognozzi Ceravolo Barillà Viola Costa Rakić Basso Hallfreðsson Marino Tognozzi |

| Arbitro: | Pierpaoli (Firenze) |

|                           |                      |                                      |
| Di Natale 63’ (rig.)      | Marcatori            | 55’ Pazzini                          |
| D'Agostino Di Natale Pepe | Tiri di rigore 1 – 4 | Pazzini Palombo Sammarco Gastaldello |

### Coppa UEFA

#### Primo turno
| Arbitro: | Lannoy |

|  |           |                           |
|  | Marcatori | 8’ Floro Flores 34’ Inler |

| Arbitro: | César Fernandez |

|                                         |                      |                                         |
|                                         | Marcatori            | 46’, 92’ Hajnal                         |
| Domizzi Quagliarella Pepe Inler Luković | Tiri di rigore 4 – 3 | Hajnal Şahin Kehl Błaszczykowski Valdez |

#### Fase a gironi
| Arbitro: | Brych |

|                               |           |  |
| Di Natale 24’ (rig.) Pepe 86’ | Marcatori |  |

| Arbitro: | Jakobsson |

|               |           |                              |
| Rodriguez 17’ | Marcatori | 12’, 60’ (rig.) Quagliarella |

| Arbitro: | Yefet |

|                           |           |            |
| Quagliarella 5’ Obodo 77’ | Marcatori | 93’ Biscan |

| Arbitro: | Matejek |

|                            |           |  |
| John 75’ van Beukering 79’ | Marcatori |  |

#### Fase ad eliminazione diretta
| Arbitro: | Genov |

|                          |           |                                      |
| Rengifo 81’ Arboleda 84’ | Marcatori | 50’ Quagliarella 55’ (aut.) Arboleda |

| Arbitro: | Bernie |

|                        |           |             |
| Pepe 57’ Di Natale 91’ | Marcatori | 13’ Rengifo |

| Arbitro: | Eduardo Iturralde González |

|                                       |           |  |
| Quagliarella 86’ Di Natale 92’ (rig.) | Marcatori |  |

| Arbitro: | Atkinson |

|              |           |  |
| Tymoščuk 34’ | Marcatori |  |

| Arbitro: | Duhamel |

|                                 |           |                  |
| Diego 34’, 67’ Hugo Almeida 69’ | Marcatori | 87’ Quagliarella |

| Arbitro: | Hansson |

|                                 |           |                            |
| Inler 15’ Quagliarella 30’, 38’ | Marcatori | 28’, 60’ Diego 73’ Pizarro |

## Statistiche
Statistiche aggiornate al 31 maggio 2009

### Statistiche di squadra
| Competizione | Punti | In casa | In casa | In casa | In casa | In casa | In casa | In trasferta | In trasferta | In trasferta | In trasferta | In trasferta | In trasferta | Totale | Totale | Totale | Totale | Totale | Totale | DR  |
| Competizione | Punti | G       | V       | N       | P       | Gf      | Gs      | G            | V            | N            | P            | Gf           | Gs           | G      | V      | N      | P      | Gf     | Gs     | DR  |
| ------------ | ----- | ------- | ------- | ------- | ------- | ------- | ------- | ------------ | ------------ | ------------ | ------------ | ------------ | ------------ | ------ | ------ | ------ | ------ | ------ | ------ | --- |
| Serie A      | 58    | 19      | 11      | 5       | 3       | 36      | 18      | 19           | 5            | 5            | 9            | 25           | 32           | 38     | 16     | 10     | 12     | 61     | 50     | +11 |
| Coppa Italia | -     | 2       | 0       | 2       | 0       | 1       | 1       | 0            | 0            | 0            | 0            | 0            | 0            | 2      | 0      | 2      | 0      | 1      | 1      | 0   |
| Coppa UEFA   | -     | 6       | 4       | 1       | 1       | 11      | 7       | 6            | 2            | 1            | 3            | 7            | 9            | 12     | 6      | 2      | 4      | 18     | 16     | +2  |
| Totale       | -     | 27      | 15      | 8       | 4       | 48      | 26      | 25           | 7            | 6            | 12           | 32           | 41           | 52     | 22     | 14     | 16     | 80     | 67     | +13 |

### Andamento in campionato
| Giornata  | 1 | 2 | 3  | 4 | 5 | 6 | 7 | 8 | 9 | 10 | 11 | 12 | 13 | 14 | 15 | 16 | 17 | 18 | 19 | 20 | 21 | 22 | 23 | 24 | 25 | 26 | 27 | 28 | 29 | 30 | 31 | 32 | 33 | 34 | 35 | 36 | 37 | 38 |
| --------- | - | - | -- | - | - | - | - | - | - | -- | -- | -- | -- | -- | -- | -- | -- | -- | -- | -- | -- | -- | -- | -- | -- | -- | -- | -- | -- | -- | -- | -- | -- | -- | -- | -- | -- | -- |
| Luogo     | C | T | C  | T | C | C | T | C | T | C  | T  | C  | T  | C  | T  | C  | T  | C  | T  | T  | C  | T  | C  | T  | T  | C  | T  | C  | T  | C  | T  | C  | T  | C  | T  | C  | T  | C  |
| Risultato | V | P | N  | V | V | V | N | V | V | N  | P  | P  | P  | P  | P  | N  | P  | N  | P  | P  | V  | N  | V  | N  | P  | V  | N  | N  | P  | P  | V  | V  | V  | V  | V  | V  | N  | V  |
| Posizione | 3 | 7 | 11 | 6 | 3 | 2 | 2 | 1 | 1 | 2  | 5  | 6  | 7  | 9  | 11 | 11 | 12 | 12 | 13 | 14 | 12 | 12 | 12 | 12 | 12 | 12 | 12 | 12 | 13 | 14 | 13 | 10 | 10 | 9  | 8  | 8  | 8  | 7  |

Legenda:

Luogo: C = Casa; T = Trasferta. Risultato: V = Vittoria; N = Pareggio; P = Sconfitta.

### Statistiche dei giocatori
Sono in corsivo i calciatori che hanno lasciato la società a stagione in corso.
| Giocatore       | Serie A  | Serie A | Serie A     | Serie A    | Coppa Italia | Coppa Italia | Coppa Italia | Coppa Italia | Coppa UEFA | Coppa UEFA | Coppa UEFA  | Coppa UEFA | Totale   | Totale | Totale      | Totale     |
| Giocatore       | Presenze | Reti    | Ammonizioni | Espulsioni | Presenze     | Reti         | Ammonizioni  | Espulsioni   | Presenze   | Reti       | Ammonizioni | Espulsioni | Presenze | Reti   | Ammonizioni | Espulsioni |
| --------------- | -------- | ------- | ----------- | ---------- | ------------ | ------------ | ------------ | ------------ | ---------- | ---------- | ----------- | ---------- | -------- | ------ | ----------- | ---------- |
| K. Asamoah      | 20       | 2       | 1           | 0          | 2            | 0            | 0            | 0            | 6          | 0          | 1           | 0          | 28       | 2      | 2           | 0          |
| E. Belardi      | 4        | -3      | 0           | 0          | 1            | 0            | 0            | 1            | 2          | -3         | 2           | 0          | 7        | -6     | 2           | 1          |
| A. Coda         | 24       | 0       | 4           | 0          | 0            | 0            | 0            | 0            | 8          | 0          | 2           | 0          | 32       | 0      | 6           | 0          |
| G. D'Agostino   | 36       | 11      | 7           | 0          | 1            | 0            | 0            | 0            | 12         | 0          | 2           | 0          | 49       | 11     | 9           | 0          |
| A. Di Natale    | 22       | 12      | 3           | 1          | 1            | 1            | 0            | 0            | 7          | 3          | 0           | 0          | 30       | 16     | 3           | 1          |
| M. Domizzi      | 25       | 1       | 6           | 1          | 1            | 0            | 0            | 0            | 11         | 0          | 4           | 0          | 37       | 1      | 10          | 1          |
| Felipe          | 16       | 2       | 3           | 0          | 2            | 0            | 0            | 0            | 6          | 0          | 0           | 0          | 24       | 2      | 3           | 0          |
| D. Ferronetti   | 13       | 0       | 4           | 0          | 0            | 0            | 0            | 0            | 3          | 0          | 0           | 0          | 16       | 0      | 4           | 0          |
| A. Floro Flores | 33       | 7       | 0           | 0          | 1            | 0            | 0            | 0            | 8          | 1          | 1           | 0          | 42       | 8      | 1           | 0          |
| S. Handanovič   | 34       | -45     | 3           | 0          | 1            | -1           | 0            | 0            | 10         | -13        | 1           | 0          | 45       | -59    | 4           | 0          |
| O. Ighalo       | 6        | 1       | 0           | 0          | 0            | 0            | 0            | 0            | 0          | 0          | 0           | 0          | 6        | 1      | 0           | 0          |
| G. Inler        | 36       | 1       | 6           | 0          | 1            | 0            | 0            | 0            | 12         | 2          | 2           | 0          | 49       | 3      | 8           | 0          |
| M. Isla         | 32       | 0       | 6           | 0          | 1            | 0            | 0            | 0            | 10         | 0          | 1           | 0          | 43       | 0      | 7           | 0          |
| J. Koprivec     | 1        | -2      | 0           | 0          | 1            | 0            | 0            | 0            | 0          | 0          | 0           | 0          | 2        | -2     | 0           | 0          |
| A. Lukovic      | 27       | 0       | 7           | 0          | 1            | 0            | 0            | 0            | 7          | 0          | 1           | 0          | 35       | 0      | 8           | 0          |
| Moreno          | 0        | 0       | 0           | 0          | 0            | 0            | 0            | 0            | 0          | 0          | 0           | 0          | 0        | 0      | 0           | 0          |
| M. Motta        | 14       | 0       | 1           | 0          | 1            | 0            | 0            | 0            | 5          | 0          | 1           | 0          | 20       | 0      | 2           | 0          |
| A. Nef          | 2        | 0       | 0           | 0          | 1            | 0            | 0            | 0            | 2          | 0          | 0           | 0          | 5        | 0      | 0           | 0          |
| C. Obodo        | 18       | 0       | 0           | 0          | 2            | 0            | 1            | 0            | 8          | 1          | 0           | 0          | 28       | 1      | 1           | 0          |
| G. Pasquale     | 28       | 3       | 4           | 0          | 1            | 0            | 0            | 0            | 10         | 0          | 5           | 1          | 39       | 3      | 9           | 1          |
| S. Pepe         | 33       | 4       | 8           | 0          | 1            | 0            | 0            | 0            | 11         | 2          | 2           | 0          | 45       | 6      | 10          | 0          |
| F. Quagliarella | 36       | 13      | 5           | 0          | 1            | 0            | 0            | 1            | 11         | 8          | 1           | 0          | 48       | 21     | 6           | 1          |
| L. Sala         | 2        | 0       | 0           | 0          | 1            | 0            | 0            | 0            | 1          | 0          | 0           | 0          | 4        | 0      | 0           | 0          |
| A. Sánchez      | 32       | 3       | 4           | 1          | 2            | 0            | 1            | 0            | 11         | 0          | 3           | 0          | 45       | 3      | 8           | 1          |
| F. Tissone      | 5        | 0       | 0           | 0          | 1            | 0            | 0            | 0            | 0          | 0          | 0           | 0          | 6        | 0      | 0           | 0          |
| N. Vujadinović  | 0        | 0       | 0           | 0          | 0            | 0            | 0            | 0            | 0          | 0          | 0           | 0          | 0        | 0      | 0           | 0          |
| C. Zapata       | 18       | 1       | 2           | 0          | 2            | 0            | 0            | 0            | 6          | 0          | 0           | 0          | 26       | 1      | 2           | 0          |
| N. Zimling      | 4        | 0       | 0           | 0          | 0            | 0            | 0            | 0            | 0          | 0          | 0           | 0          | 4        | 0      | 0           | 0          |